# Felisa Larequi
Felisa Larequi (Lumbier, 30 de mayo de 1893-Pamplona, 12 de junio de 1969) fue la primera alcaldesa en la historia de la comarca del Bierzo, elegida en 1934 en el municipio de Molinaseca.
Felisa Larequi Badostain, emigró a California en 1920, allí se casó con el berciano Gonzalo Álvarez Franganillo, y el matrimonio se trasladó a Cuba donde hicieron fortuna. Indianos enriquecidos, regresaron a España hacia 1930 y se instalaron en El Bierzo tras comprar varios inmuebles en Molinaseca. Su marido fue presidente del sindicato Agrícola Libre y ambos ingresaban en el partido lerruxista. Felisa por su parte se presentó como candidata a la alcaldía, ganando el puesto por mayoría, pero meses después dimitió ante la inestabilidad política del bienio negro, y el matrimonio tuvo que ausentarse de Molinaseca. Paradójicamente, el nuevo régimen franquista que seguiría al golpe  hizo a Felisa Larequi «responsable de una serie de destituciones y suelos impagados  durante su ausencia», y argumentando que ella y su marido se encontraban «en paradero desconocido» se les acusó de pertenecer al Frente Popular y participar «en el movimiento revolucionario marxista” y de “apoyar el comunismo». Así, por una resolución de agosto de 1937 se incautaron sus bienes.
Exiliados en Cuba donde habían adquirido carta de ciudadanía, regresaron a España tras conseguir un indulto firmado por Franco en 1955.